# فريد ترمب الابن
كان فريدريك كريست ترامب الابن (14 أكتوبر 1938 - 26 سبتمبر 1981) طياراً أمريكياً وعامل صيانة. وهو الابن الأكبر لرجل الأعمال العقاري فريد ترامب الأب، وقد فقد حظوته والده عندما اختار أن يصبح طياراً في الخطوط الجوية، مما أدى إلى وراثة شقيقه الأصغر دونالد لأعمال العائلة.
لقد استهزأ كل من فريد الأب ودونالد بفريد الابن لأنه أصبح طياراً. وبحلول أوائل سبعينيات القرن العشرين، لم يعد بإمكانه العمل كطيار بسبب إدمانه للكحول، وهي الحالة التي ساهمت أيضاً في إصابته بنوبة قلبية قاتلة.

## حياته المبكرة
ولد فريدريك كريست ترامب الابن في 14 أكتوبر 1938، باعتباره الابن الأول لمطور العقارات الثري فريد ترامب وماري آن ماكلويد ترامب في كوينز، نيويورك. تخرج فريد الابن في مدرسة سانت بول في 1956. في نفس العام تبرع والده، فريد الأب، بالمال لإعادة تصميم ملاعب اللعب وأُعيد تسميتها باسم ملعب ترامب تكريماً له.
التحق ترامب بجامعة ليهاي وانضم إلى جماعة أخوية يهودية تاريخية، سيغما ألفا مو [الإنجليزية]، على الرغم من أنه لم يكن يهودياً. أصبح رئيساً للجماعة وتخرج بدرجة البكالوريوس في إدارة الأعمال، وأكمل أيضاً تدريب ضباط الاحتياط ودخل الحرس الوطني الجوي برتبة ملازم ثان.

## حياته وعمله
التقى ترامب بليندا كلاب في 1958، أثناء إجازته في جزر الباهاما. أصبحت لاحقاً مضيفة طيران وطلبت منه المساعدة في العثور على شقة بالقرب من مطار إيدلويلد؛ سرعان ما بدأوا في المواعدة. وتقدم لها في 1961. وتزوجا في فلوريدا في أوائل 1962، واستقالت من شركة الطيران، التي لم تسمح لمضيفات الطيران بالزواج. واستقرا في مانهاتن وأنجبا طفلهما الأول، فريدريك كريست ترامب الثالث، في نوفمبر 1962. في العام التالي، انتقلا إلى إحدى شقق فريد الأب في جامايكا، كوينز. خلال هذا الوقت، قام ترامب بأعمال صيانة في ممتلكات والده.
أراد فريد الأب أن يكون ابنه الأكبر "منيعاً" حتى يتمكن من تولي أعماله العقارية، إي. ترامب وابنه (عرفت لاحقاً باسم منظمة ترامب)، لكن شخصية فريد الابن كانت عكس ذلك. ذكرت الصحف فريد الابن كنائب لرئيس الشركة في 1966، لكنه واجه صعوبة في العمل مع والده. ترك فريد الابن الشركة لمتابعة حلمه في أن يكون طياراً، وسرعان ما قبلته شركة ترانس وورلد إيرلاينز، مما خلق توتراً مع والده. وفقاً لابنة فريد الابن، ماري ليا ترامب (من مواليد 1965)، فإن جدها "فككه من خلال التقليل من قيمة كل جانب من جوانب شخصيته". سخر كل من فريد الأب ودونالد منه بسبب قراره بأن يصبح طياراً في شركة طيران، وقارناه بكونه سائق حافلة أو سائق خاص.

## إدمانه الكحول ووفاته

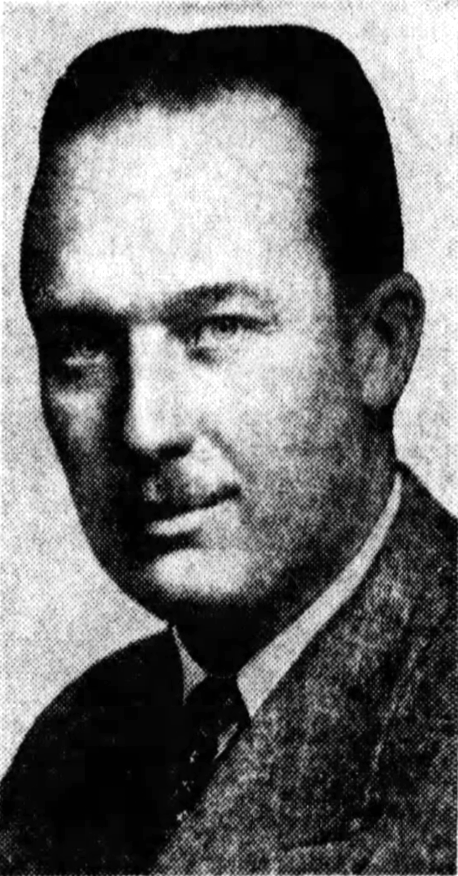
فريد ترامب الأب حوالي 1950

طلبت بليندا كلاب من ترامب مغادرة منزلهما بحلول 1970، بعد سلسلة من الحوادث المنزلية، ورتبت مع فريد الأب تغيير الأقفال. عاد ترامب للعمل في شركة والده، عندما منعه إدمانه للكحول من الاستمرار في العمل كطيار. انتقل في النهاية إلى العلية غير المفروشة في منزل والديه وقام مرة أخرى بأعمال الصيانة في ممتلكات ترامب. لكنه توفي في 26 سبتمبر 1981، بسبب نوبة قلبية ناجمة عن تعاطيه للكحول وهو في سن 42.

## الملاحظات
1. ↑  نُقل عن فريد الابن، عبر رفاقه في الأخوية، قوله إن والده كان يهودياً.[4]
2. ↑  في عام 2018، ادعى المحلل النفسي جاستن أ. فرانك أن فريد الابن انضم إلى جماعة يهودية للتمرد ضد والده، الذي يزعم فرانك أنه كان معادياً للسامية.[5] اتهمت ابنة فريد الابن، ماري، فريد الأب بأنه "معادٍ للسامية تماماً" في 2003.[6]
3. ↑  تنص شهادة وفاته على أنه توفي في 29 سبتمبر "لأسباب طبيعية".[22]